# Vilhelm Birkedal
Schøller Parelius Vilhelm Birkedal, född den 7 december 1809 på Mön, död den 26 juli 1892, var en dansk präst och författare. Han var far till Uffe Birkedal. 
Redan 1824 ville Birkedal bege sig till Grekland som filhellen, och som student tillhörde han en krets av unga män, för vilka "diktning, fädernesland och frihet var lysande stjärnor" och som bland sig hade fyra blivande ministrar, Knuth, Monrad, Hall och E. Fenger. År 1834 blev han candidatus theologiæ, 1840 kyrkoherde i västra Jylland och 1849 i Ryslinge på Fyn. Birkedal blev på båda ställena ryktbar som en ypperlig predikant av utpräglat grundtvigsk riktning och samlade kring sig en stor menighet genom sitt föredrags smältande värme och fulländade form. Åren 1864–1866 var han medlem av riksrådets folketing, där han kämpade emot både fredsslutet och grundlagens ändring i konservativ anda samt väckte uppmärksamhet genom sina djärva uttalanden emot ministären, ja till och med om kungen. Redan på sommaren 1864 hade han en söndag slutat kyrkobönen med en önskan om att "Gud måtte ge kungen ett danskt hjärta, om det var möjligt". Hans opposition medförde, att han i september 1865 blev avskedad; men då hans församling inte ville mista honom upprättades i Ryslinge den första "valmenigheten" med Birkedal som präst. Vid sidan av denna verkade han outtröttligt för folkupplysning och för Sønderjylland (han vigde 1874 den förste friprästen, Cornelius Appel) samt för försvarets utveckling och var företrädare för de grundtvigianer, som bekämpade den förenade vänstern. Då han därvid kom i ett skevt förhållande till sin församling, som till stor del slutit sig till detta parti, tog han avsked 1885. Tre stora predikosamlingar av Birkedal har utkommit: Synd og Naade (1848–1849, 6:e upplagan 1882), Naadens Sorg og Sorgens Naade (1855–1857) samt Livets Ord og Ordets Liv (1894); vidare skrev han Daglig Husandagt (1860, 5:e upplagan 1900) och De syv Folkemenigheder (1877). Åren 1839–1887 utsände han en mängd kyrkliga och politiska småskrifter och 1872–1880 nio årgångar Folkelig Julegave. Vidare utgav han en större dikt, Kirkeklokkeklangen i den norske Dal (1869, 9:e upplagan 1900), den versifierade skildringen En Livsførelse (1863–1864) och Personlige Oplevelser i et langt Liv (3 band, 1890–1891).

## Psalmer
- Jeg så ham som barn med det solrige øje